# Pilar d'Eliseg
El Pilar d'Eliseg, també conegut com a Croes Elisedd en gal·lès, és una columna de quatre metres d'alçada situat vora l'abadia de Valle Crucis, en el comtat gal·lès de Sir Ddinbych. A poca distància hi ha la vila de Llangollen. Va ser erigit per Cyngen ap Cadell (mort el 855), rei de Powys en honor del seu rebesavi Elisedd ap Gwylog. La forma Eliseg que du el pilar es creu que fou un error del gravador de la inscripció.
La inscripció llatina no només cita diversos individus esmentats en la Historia Britonum, sinó que la complementa. La transcripció més generalment acceptada, una de les més llargues de l'època previquinga de Gal·les és:
† Concenn fill de Catell, Catell fill de Brochmail, Brochmail fill de Eliseg, Eliseg fill de Guoillauc.
† i que Concenn, re-besnet d'Eliseg, erigí aquesta pedra pel seu re-besavi Eliseg.
† El mateix Eliseg, que reuní l'herència de Powys... al llarg de nou (anys?) del poder dels Anglesos amb l'espasa i el foc.
† Qui llegeixi aquesta pedra gravada a ma, que beneeixi l'ànima d'Eliseg.
† Aquest és aquell Concenn que capturà amb la seva ma mil cent acres [4.5 km²] que eren del seu regne de Powys ..i que ... la muntanya
[la columna està trencada ací. Una línia, o diverses, perdudes]
... la monarquia. .. Màxim. .. de Bretanya... Concenn, Pascent, Maun, Annan.
† Britufill de Vortigern, a qui els Germanus beneïren, i a qui Sevira infantà, filla de Màxim el rei, que matà el rei dels romans.
† Conmarch pintà aquest text a petició del rei Concenn.
† La benedicció del Senyor sigui sobre Concenn i sobre tota la seva casa, i sobre l'entera regió de Powys fins al Dia del Judici.
El Pilar va ser aterrat pels Roundheads, soldats de Cromwell, durant la Guerra Civil Anglesa (1642-1646), i la tomba que hi havia al peu fou profanada. Edward Lhuyd examinà l'escultura i en copià la inscripció el 1696. La part inferior de la columna va desaparèixer, però l'extrem superior va ser reerigit en el 1779. La inscripció és il·legible en l'actualitat.